# Hindrek
Hindrek est un prénom masculin estonien apparenté à Henri. Ce prénom peut désigner :

## Prénom
- Hindrek Kesler (en) (né en 1958), architecte estonien
- Hindrek Meri (et) (1934-2009), homme politique estonien
- Hindrek Ojamaa (en) (né en 1995), joueur estonien de football
- Hindrek Older (en) (né en 1938), scientifique et agronome estonien

## Référence
1. ↑  (en) « Estonian Name Days », sur Behind the Name, 2017 (consulté le 14 janvier 2020)